# Воробьёв, Павел Андреевич
Павел Андреевич Воробьёв (род. 25 апреля 1958, Москва) — советский и российский врач. Доктор медицинских наук (1996), профессор (1997). Советник губернатора Орловской области, председатель правления Московского городского научного общества терапевтов, президент МОО «Общество фармакоэкономических исследований», председатель Формулярного комитета, председатель Технического комитета по стандартизации 466 «Медицинские технологии» Ростехрегулирования, член президиума исполнительного комитета Пироговского движения врачей России. 
Заведующий Лабораторией оценки и стандартизации медицинских технологий ФГБУ ГНЦ ФМБЦ им. А. И. Бурназяна ФМБА России (2015—2018). Профессор и заведующий кафедрой гематологии и гериатрии Первого МГМУ им. И. М. Сеченова (1996—2017).
В 2021 году в связи со своими псевдонаучными теориями относительно COVID-19 являлся одним из номинантов антипремии «Почётный академик „АПЧХИ“». Утверждал об отсутствии эффективности вакцинации против COVID-19. В 2020 году утверждал, что пандемия COVID-19 – «фейк», международная афера.

## Биография
Родился в семье потомственных врачей. Отец — академик Андрей Иванович Воробьёв (1928—2020), в 1991—1992 годах — министр здравоохранения Российской Федерации, в 1987—2012 годах — директор Гематологического научного центра РАМН, до конца жизни — главный научный сотрудник ГНЦ МЗ РФ. Мать — кандидат медицинских наук, доцент, Инна Павловна Коломойцева (1929—2001), в 1960-х — начале 1970 годов — главный врач клиники неврологии Первого Московского медицинского института им. И. М. Сеченова. Представитель четвёртого поколения врачей в 1-м медицинском.
Закончил Первый ММИ им. И. М. Сеченова (1980). Ординатор (1980—1982), аспирант (1983—1985), ассистент (1986—1991) кафедры терапии № 3 Первого ММИ им. И. М. Сеченова, доцент кафедры (1991—1996), профессор кафедры (1996—2016), с 1997 по 2017 год заведующий кафедрой гематологии и гериатрии Первого МГМУ им. И. М. Сеченова.
В 1991 году был инициатором организации кафедры клинической гематологии и интенсивной терапии Факультета послевузовского профессионального образования врачей ММА им. И. М. Сеченова, перешёл на работу доцентом этой кафедры (1992). В 1998 году кафедра была преобразована в кафедру гематологии и гериатрии, в этом же году Воробьёв стал заведующим этой кафедрой. В 1998 году создал при кафедре лабораторию проблем стандартизации в здравоохранении и возглавил её работу, а с 2001 году лаборатория преобразована в отдел стандартизации в здравоохранении в составе 2-х лабораторий НИИ общественного здоровья и управления здравоохранением ММА им. И. М. Сеченова. Возглавлял отдел с 2001 по 2011 год до его закрытия. В 2015 году создал и возглавил Лабораторию оценки и стандартизации медицинских технологий ФГБУ ГНЦ ФМБЦ им. А. И. Бурназяна ФМБА России (до 2018 г.).
В 1986 году принимал участие в оказании помощи пострадавшим при Чернобыльской катастрофе, работал на приеме эвакуируемых жителей Припяти и ликвидаторов, организовал биологическую дозиметрию и выявление больных с подозрением на острую лучевую болезнь в условиях общегородского стационара. По итогам этой деятельности совместно с Воробьёвым Андреем Ивановичем написана книга «До и после Чернобыля».
С 1988 занимается бизнесом. Начал с организации медицинского подразделения в московском Центре научно-технического творчества молодёжи «Технология». В 1992 году создал первое в стране независимое медицинское издательство «Ньюдиамед».
В 1988 году участвовал в оказании помощи пострадавшим от землетрясения в Армении. Незадолго до трагедии Воробьёвым была написана статья демонстрирующая возможности плазмафереза при краш-синдроме. В процессе оказания помощи был подробно изучен эффект плазмафереза при синдроме длительного сдавления как средства профилактики острой почечной недостаточности, отработано комплексное лечение ДВС-синдрома при синдроме длительного сдавления. Результаты этой работы были сведены в Инструкцию Минздрава СССР по лечению больных с синдромом длительного сдавления.
В 1989 году работал в Уфе при оказании помощи пострадавшим при железнодорожной катастрофе около станции Аша, в том же году — первые публикации по применению плазмафереза при септическом шоке и антифосфолипидном синдроме.
В 1997 году защита докторской диссертации по специальности 14.00.05 «Внутренние болезни» на тему «Прерывистый плазмаферез в интенсивной терапии».
Проработал в 7-й городской клинической больнице с момента её создания в конце 1970-х годов и до её «оптимизации» в 2014 году. После закрытия корпуса, в котором располагалась кафедра, стал осуществлять клиническую работу на базе ЦКБ РАН.
В 2017 году — Советник Губернатора Орловской области А .Е. Клычкова.
С конца 2017 года основным местом работы является Московское городское научное общество терапевтов (Председатель Правления), в 2020 году создал и возглавил Медицинское Бюро Павла Воробьева при МГНОТ для оказания дистанционной помощи при ответственном самолечении.
Женат, в семье 6 детей и 10 внуков. Трое детей — врачи.

## Награды
- Отличник здравоохранения РФ,
- Лауреат премии им. Т. И. Ерошевского за развитие геронтофармакологии[18],
- Лауреат премии Московского городского научного общества терапевтов имени Д. Д. Плетнева за выдающиеся достижения в развитии российской терапевтической школы[19],
- Имеет грамоты Минздрава России, Федерального фонда ОМС.
- Награждён почетным знаком «Элита здравоохранения» по версии Петербургского медицинского форума.
- Человек года V Петербургского медицинского форума[20]

## Научные публикации
Автор и соавтор более 50 книг, 20 учебно-методических пособий и рекомендаций, 25 руководств, справочников и словарей, более 700 научных статей и тезисов, в том числе — опубликованных в зарубежной печати.

### Основные труды
- «Руководство по гематологии» в 3-х томах (научный редактор и автор)[21],
- «Кардиалгии» (2 издания)[22],
- «Спутник интерниста по лабораторной и инструментальной диагностике» (5 изданий)[23],
- «Анемический синдром»[24],
- «Актуальный гемостаз»[25],
- «Лихорадка без диагноза» (2 издания)[26],
- «ДВС-синдромы»,
- «Государственный реестр лекарственных средств»[27],
- «Федеральное руководство по использованию лекарственных средств» (15 изданий)[28],
- «Большая Российская энциклопедия лекарственных средств»[29],
- «Менеджмент клинических испытаний лекарственных средств»,
- «Клинико-экономический анализ» (2 издания)[30],
- «Основы клинической фармакологии и рационального использования лекарственных средств»[31],
- «Рациональное использование антимикробных препаратов»,
- «Справочник лекарственных средств Формулярного комитета» (6 изданий)[32],
- «Лекции по гериатрии» (в 2-х томах)[33],

Является научным редактором переводов книг «Прайсинг на лекарственные средства», «Лекарства и деньги» и др.

### Участие в работе научных рецензируемых изданий
- Создатель и главный редактор журнала «Клиническая геронтология»[35], газеты «Вестник Московского городского научного общества терапевтов»[36], заместитель главного редактора журнала «Проблемы стандартизации в здравоохранении»[37],
- В разные годы был членом редколлегии журнала «Проблемы гематологии и переливания крови»[38], «Успехи геронтологии»[39], «Кровь» (Армения), "Гематология и трансфузиология (Украина), Journal of Medical Economics (Великобритания)[40], членом редакционного совета журнала «Здравоохранение Дальнего Востока»[41].

### Участие в деятельности СМИ
Автор и ведущий 22 телепередач «Энциклопедия заблуждений» на СТРИМ-ТВ. Создал более 150 медицинских передач «Мифы медицины» и «Медицинский осмотр» на ОТР (2015—2016). Постоянный участник публичных дискуссий и теледебатов о путях развития здравоохранения. Автор многих СМИ — Независимая газета, Известия, Новые Известия, Новая Газета, АиФ, СЛОН и др.

## Экспертная деятельность
П. А. Воробьёв с 1991 г. являлся и является экспертом различных советов, комиссий государственных органов:
- Совета федерации
- Государственной думы
- Правительства Российской Федерации
- Минздрава России
- Федерального фонда ОМС
- Росздравнадзора
- ФСКН
- ФАС
- ФМБА
- РУСАДА
- Открытого Правительства
- ОНФ
- Минздрава Московской области.

П. А. Воробьевым создана система стандартизации в здравоохранении, разработано и подготовлено к утверждению более 700 приказов — стандартов, протоколов ведения больных, ГОСТ Р, Технический регламент по безопасности донорской крови и её компонентов и др.; разработана действующая система лицензирования медицинской деятельности, участвовал в разработке первого приказа по лицензированию медицинской деятельности в 1992 г. и в создании Росздравнадзора в 2004 г. При его непосредственном участии подготовлено несколько Коллегий Минздрава России, посвященных лекарственному обеспечению, управлению качеством в здравоохранении, стандартизации. Активный участник разработки проектов модернизации — дополнительного лекарственного обеспечения (ДЛО-ОНЛС), Программы «7 дорогостоящих нозологий». П. А. Воробьев участвует в работе неправительственных организаций, реализовал проекты Всемирного банка реконструкции и развития (модернизация здравоохранения, компонент стандартизация, лицензирование и аккредитация; ВИЧ-СПИД-туберкулез, компонент безопасность в Службе крови), гранта правительств Великобритании, Канады и Японии (реформа здравоохранения страны), Канадского CIDE по сестринскому процессу, Джоинт по развитию гериатрической помощи. В последнее время — постоянная работа с Благотворительным фондом Елены и Геннадия Тимченко в области развития гериатрии и телемедицинских технологий. Совместно с сыновьями разрабатывает систему дистанционной медицинской помощи в отдаленных населенных пунктах страны «MeDiCase».
П. А. Воробьев возглавлял работу по подготовке и презентации руководству страны и широкому кругу лиц 2-х докладов «О лекарственном обеспечении населения в Российской Федерации» (2008) и «О здравоохранении в Российской Федерации» (2010). Многие положения этих докладов легли в основу разработанных законодательных и нормативных инициатив.
С 1993 по 2004 гг. работал внештатным помощником депутата Московской городской Думы Присяжнюк В. И., возглавлял Экспертный совет по здравоохранению г. Москвы при депутате МГД, в 2010—2016 г. — внештатный помощник депутата Государственной Думы Куликова О. А., с 2017 — Смолина О. Н. Принимал активное участие в экспертизе и формировании поправок в законы РФ, включая законы «О предупреждении распространения туберкулеза в Российской Федерации», «Об обращении лекарственных средств», «О донорстве крови и её компонентов», «Об основах охраны здоровья граждан в Российской Федерации» и др. Провел несколько Круглых столов и Парламентских слушаний в Госдуме по вопросам здравоохранения.
Неоднократно участвовал в подготовке программных документов КПРФ, был доверенным лицом Г. А. Зюганова на выборах Президента страны и И. И. Мельникова на выборах Мэра Москвы. Участник защиты Белого Дома в 1991 г., организатор митингов в Москве против оптимизации столичного здравоохранения в 2014 г. В партиях не состоит.
Председатель Правления Московского городского научного общества терапевтов с 2011 года. В конце 1990-х годов провёл работы по легализации деятельности общества, с начала 2000-х создал несколько секций общества, позже объединившихся в Высшую школу терапии МГНОТ. Коммерческая деятельность МГНОТ позволила создать большую видеотеку лекций ведущих специалистов, расположенную в свободном доступе на портале общества, приступить к выпуску газеты. Инициировал создание премии МГНОТ им. Д. Д. Плетнева за выдающиеся успехи в развитии отечественной терапевтической школы.
Под руководством Павла Воробьёва Московское городское научное общество терапевтов разработало рекомендации по терапии ДВС-синдрома при тяжелых респираторных инфекциях, в частности при COVID-19, провело ряд образовательных вебинаров для врачей по этой тематике. Также в интервью КП он рассказал о патологиях после коронавируса, постковидном синдроме. Неоднократно выступал с критикой принимаемых мер борьбы с коронавирусом..

## Увлечения
Автомототуризм, объехал вокруг земного шара в 2012—2014 гг. Участвует в автопробегах, которые проводятся под лозунгом «За справедливое здравоохранение». По материалам поездок в 2012 году создан 9-серийный документальный фильм «В поисках справедливого здравоохранения». Позже был снят 5-серийный фильм «За справедливым здравоохранением через Америку». Занимается подводным плаванием.